# Rose des Remparts
Rose des Remparts is een Belgisch bier van hoge gisting.
Het bier wordt sinds 1992 gebrouwen in Brasserie La Binchoise te Binche.
Het is een rozerood fruitbier met een alcoholpercentage van 4,5%.